# Tetranychus flechtmanni
Tetranychus flechtmanni är en spindeldjursart som beskrevs av Tuttle, Baker och Abbatiello 1974. Tetranychus flechtmanni ingår i släktet Tetranychus och familjen Tetranychidae. Inga underarter finns listade i Catalogue of Life.